# Шид (община)
Шид (серб. Шид) — община в Сербии, входит в Сремский округ автономного края Воеводина.
Население общины составляет 36 423 человека (2007 год), плотность населения составляет 53 чел./км². Занимаемая площадь — 687 км², из них 59,7 % используется в промышленных целях.
Административный центр общины — город Шид. Община Шид состоит из 19 населённых пунктов, средняя площадь населённого пункта — 36,2 км².

## Статистика населения общины
| Год  | Население, чел. |
| ---- | --------------- |
| 1991 | 41 389          |
| 2001 | 38 794          |
| 2002 | 38 835          |
| 2003 | 38 410          |
| 2004 | 37 968          |
| 2005 | 37 522          |
| 2006 | 37 024          |
| 2007 | 36 423          |

## Населённые пункты
1. Адашевци
2. Бачинци
3. Батровци
4. Беркасово
5. Бикич-До
6. Бингула
7. Вашица
8. Вишничево
9. Гибарац
10. Ердевик
11. Илинци
12. Кукуевци
13. Люба
14. Моловин
15. Морович
16. Привина-Глава
17. Сот
18. Шид
19. Ямена